# Мексика на летних Олимпийских играх 1936
Мексика принимала участие в Летних Олимпийских играх 1936 года в Берлине (Германия) в пятый раз за свою историю, и завоевала три бронзовые медали. Сборная страны состояла из 32 спортсменов (все — мужчины).

## Медалисты
| Медаль | Спортсмен | Вид спорта | Дисциплина          |
| ------ | --- | ---------- | ------------------- |
| Бронза | Фидель Ортис | Бокс       | Мужчины, до 53,5 кг |
| Бронза | Карлос Борха Виктор Борха Родольфо Чоперена Луис де ла Вега Рауль Фернандес Андрес Гомес Сильвио Эрнандес Франсиско Мартинес Хесус Ольмос Хосе Памплона Греер Скоусен | Баскетбол  | Мужчины             |
| Бронза | Хуан Грасиа Хулио Муэльер Антонио Нава Альберто Рамос | Поло       | Мужчины             |